# Danijel Sraka
Danijel Sraka, slovenski režiser, scenarist, in producent, * 22. december 1975, Ljubljana.
Leta 2007 je diplomiral na Brooks Institute of Photography (smer Filmska in Video Produkcija). Leta 2009 končal študij (magisterij) na Ameriškem Filmskem Inštitutu (American Film Institute) v Los Angelesu, smer producentstvo.
Film V petek zvečer iz leta 2000 je njegov prvi celovečerni film.
Trenutno dela in živi v Los Angelesu s svojo ženo, gledališko režiserko in producentko, Vesno Hočevar.

## Filmografija

### Celovečerni filmi
1. V petek zvečer  (2000)
2. The Dog and the Duck (film je v postprodukciji; producent)[1]
3. Filming Jefferey  (film je v postprodukciji; režiser, producent)
4. Coffee & Tea (2012, producent)
5. Pancake's Wedding (2012, producent)

### Kratki filmi
1. Warriors (2012, producent)
2. The 'Lost Girl (2011, producent)
3. Balikani  (2009, scenarist, producent, režiser)
4. Summer Camp ( 2009, scenarist, producent, režiser)
5. Echoes  (2009, producent)
6. Room 337  (2009, režiser)
7. Coal 4 Cole  (2008, producent)
8. Anniversary  (2005, scenarist, režiser)
9. Chasing The UFOs  (2005, producent, režiser)
10. Lost Souls  (2004, režiser)
11. Renaissance  (1997, scenarist, režiser)